# Balata (St. Lucia)
Balata (nach Balata, einer Gummiart) ist eine Siedlung im Quarter (Distrikt) Castries im Zentrum des Inselstaates St. Lucia in der Karibik. 

## Geographie
Der Ort liegt im Nordosten des Quarters an der Grenze zu Gros Islet. Im Umkreis schließen sich folgende Verwaltungseinheiten an: Union/Ti Morne, Grande Riviere/Degazon, Monier (N), Paix Bouche, La Croix Chabourgh (O), Babonneau Proper (S), Cabiche/Babonneau, Agard Lands/Morne Dudon, Morne Dudon, Almondale (W) und Union.

## Klima
Nach dem Köppen-Geiger-System zeichnet sich Balata durch ein tropisches Klima mit der Kurzbezeichnung Af aus.